# Baj (Hungria)
Baj é um município da Hungria, situado no condado de Komárom-Esztergom. Tem 21,12 km² de área e sua população em 2019 foi estimada em 2.779 habitantes.